# Bonton
Bonton — чешская звукозаписывающая компания, созданная в 1989 году известным чешским джазовым музыкантом и бизнесменом Мартином Кратохвилом и Михаилом Коцабом (Michael Kocáb).
В 1990-е годы он вырос в медиа-холдинг Bonton Group, включающий кино-, радио-, издательское дело. Мечтой было иметь представительство в телевизионной отрасли, единственное, что не удалось сделать.

## Фирмы, входящие в холдинг
- Ateliéry Bonton Zlín a.s. — киностудия и право продажи старых чешских фильмов
- AZ Rádio, s.r.o. — региональное радиовещание (в настоящее время Rock Max)
- Bonton Music a.s. — музыкальное издательство; впоследствии было поглощено Sony Music (sonybmg.cz (чешск.))
- Bontonfilm a.s. —
- Bonton Home Entertainment —
- BONTON HOME VIDEO,a.s. —
- CENTRUM ČESKÉHO VIDEA, a.s. —
- BONTONland, a.s. —
- BONTON Promotions, a.s. —
- BONTON PLUS a.s. —
- Cinema —
- Hybernia a.s. —
- Panther, akciová společnost —
- RADIO BONTON akciová společnost —